# Tabanera la Luenga
Tabanera la Luenga település Spanyolországban, Segovia tartományban. Tabanera la Luenga Carbonero el Mayor, Mozoncillo, Escarabajosa de Cabezas, Yanguas de Eresma és Armuña községekkel határos. Lakosainak száma 53 fő (2024).

## Népesség
A település népessége az elmúlt években az alábbi módon változott:
| Lakosok száma | 65   | 72   | 73   | 81   | 75   | 63   | 51   | 56   | 52   | 53   |
|               | 2001 | 2004 | 2007 | 2009 | 2012 | 2014 | 2017 | 2019 | 2022 | 2024 |